# Didouche Mourad
Dans ce nom, le nom de famille précède le nom personnel.
Pour les articles homonymes, voir Didouche Mourad (homonymie).
 (novembre 2010).
Si vous disposez d'ouvrages ou d'articles de référence ou si vous connaissez des sites web de qualité traitant du thème abordé ici, merci de compléter l'article en donnant les références utiles à sa vérifiabilité et en les liant à la section « Notes et références ».
Didouche Mourad (en arabe : ديدوش مراد, en kabyle : Diduc Muṛad), dit Si Abdelkader, né le 13 juillet 1927 à Alger et mort le 18 janvier 1955 à Condé-Smendou (actuelle Zighoud Youcef, wilaya de Constantine), est un militant nationaliste algérien, un des six fondateurs du Front de libération nationale (FLN) en 1954 et un combattant de la guerre d'indépendance algérienne (1954-1962).

## Situation personnelle

### Origines et formation
Didouche Mourad naît dans le quartier de la Redoute (actuelle commune d'El Mouradia) dans une famille originaire de Kabylie plus précisément du village Iveskriyen, village dans la commune d'Aghribs dans l'actuelle wilaya de Tizi Ouzou,.
Il fait ses études primaires et le cycle moyen à l'école d'El Mouradia, puis entre au lycée technique du Ruisseau à Alger.

### Carrière professionnelle
Il travaille ensuite comme cheminot à la gare centrale d'Alger et milite à la CGT ;  il est nommé responsable des quartiers de la Redoute, de Clos-Salembier et de Birmandreis ; en 1946, Avec Debbih Cherif, il crée la troupe de scouts Al-Amal ainsi que l'Union sportive de la Médina d'Alger (USMA).

## Parcours politique

### Débuts
En 1947, il organise les élections municipales dans son secteur et se rend également en Oranie afin d'organiser la campagne pour les élections à l'Assemblée algérienne. Arrêté dans une rafle, il réussit à s'enfuir du tribunal.
La même année, il participe à la création de l'Organisation spéciale (OS), branche clandestine du Mouvement pour le triomphe des libertés démocratiques de Messali Hadj, dont il est un de ses militants les plus actifs.
En 1950, la police démantèle une grande partie de cette organisation, 130 personnes sont arrêtées et le rôle de Mourad Didouche est mis au jour, mais il échappe à la capture ; il est jugé par contumace et condamné à dix ans de prison. En 1952, avec Mostefa Ben Boulaïd, il constitue à Alger avec Debbih Cherif, un noyau clandestin dont la mission est la fabrication de bombes ainsi que la récupération des armes laissées en Algérie par les troupes américaines lors de la Seconde Guerre mondiale en prévision du déclenchement de la « Révolution nationale ».
Lors de la crise de 1953-1954 au sein du MTLD, opposant le comité central du parti à Messali Hadj, il se rend  en France, accompagné de Debbih Cherif où il devient l'adjoint de Mohamed Boudiaf de la Fédération de France du MTLD. Au début de 1954, avec Ahmed Mahsas, ils élaborent un projet de parti véritablement révolutionnaire ; en mars 1954, Mohamed Boudiaf et Didouche Mourad rentrent en Algérie et prennent contact avec quelques anciens membres de l'OS.

### Dirigeant du CRUA

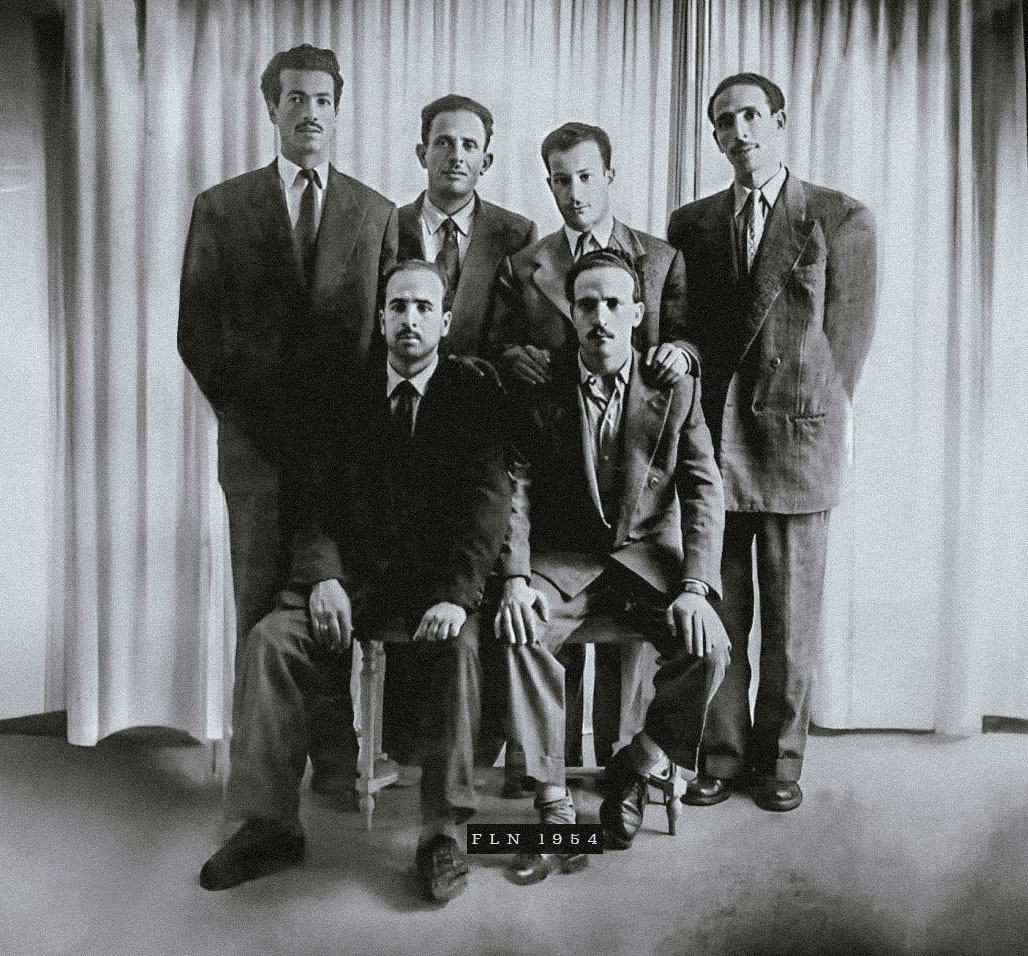
« Groupe des six », chefs du FLN. Photo prise juste avant le déclenchement de la révolution du 1er novembre 1954. (Debout, de gauche à droite : Rabah Bitat, Mostefa Ben Boulaïd, Didouche Mourad et Mohamed Boudiaf.
Assis : Krim Belkacem à gauche, et Larbi Ben M'hidi à droite.)

De ces contacts naît le Comité révolutionnaire d'unité et d'action. Une étape importante est la « réunion des 22 » tenue en juin 1954 dans une modeste villa du Clos Salambier appartenant à Lyès Deriche ; Didouche Mourad fait partie du premier « Conseil de la Révolution », composé de six membres dont cinq sont responsables d'une zone géographique, Mohamed Boudiaf excepté. Didouche Mourad est désigné comme responsable de la zone 2 (Constantinois « Wilaya II » à partir du [congrès de la Soummam] en 1956.). Yves Courrière le surnomme « le Saint-Just de la révolution algérienne ».
En octobre 1954, lorsque le CRUA devient le FLN, il fait toujours partie du conseil, porté à neuf membres par l'intégration de trois membres de la délégation du MTLD au Caire (Aït Ahmed, Ben Bella, Khider)
Il est l'un des rédacteurs de la Déclaration du 1er novembre 1954, diffusée dans le pays dans la nuit du 31 octobre au 1er novembre, pour expliquer les actions terroristes organisées durant cette journée de la « Toussaint rouge », qui marque le début de la guerre d'indépendance. Dans sa zone, assisté par son adjoint Youcef Zighoud, il réussit à jeter les bases d’une organisation politico-militaire.
Le 18 janvier 1955, Didouche Mourad meurt, à 27 ans, durant la bataille du douar Souadek, à Condé-Smendou, près de Constantine. Il est le premier chef de zone à tomber au combat, son successeur à la tête de la zone 2 est Zighoud Youcef.

## Hommages
Son nom a été donné à une commune, anciennement nommée « Bizot », située sur la nationale 3, entre Constantine et Zighoud Youcef, ainsi qu'à un des plus grands et luxueux boulevards, au centre d'Alger, l'ancienne « rue Michelet », commençant sur les hauteurs d'Alger, près du musée du Bardo et se terminant à la place Maurice-Audin.
Son quartier natal a été rebaptisé El Mouradia après l'indépendance.